# Ethniki Odos 6
Die Ethniki Odos 6 (griechisch Εθνική Οδός 6, griechisch für ‚Nationalstraße 6‘) ist eine Nationalstraße in den Regionen Epirus und Thessalien in Nordgriechenland. Die Europastraße 92 verläuft in Griechenland auf der gesamten Strecke der E.O. 6.

## Verlauf
Die E.O. 6 beginnt in Volos und verläuft von Ost nach West durch ganz Thessalien und Epirus nach Igoumenitsa. Kreuzungspunkte bestehen mit den Hauptverkehrsadern
- E.O. 30, E.O. 34 in Volos
- A 1 in Velestino (Βελεστίνο)
- A 1, E.O. 1, E.O. 3 in Larissa
- E.O. 30 in Trikala
- E.O. 15 in Kalambaka
- A 2 in Panagia (Malakasi, Παναγία)
- A 2 in Metsovo
- E.O. 5, E.O. 20 in Ioannina
- E. O. 18 in Parapotamos
- A 2 Igoumenitsa

Der westliche Abschnitt der Straße verläuft zwischen Panagia und Igoumenitsa teilweise auf der Trasse der A 2.
weitere Städte an der Straße sind:
- Gefyra Mourkani (Γέφυρα Μουργκάνι)
- Katara (Κατάρα)